# Brian Stokes Mitchell
Brian Stokes Mitchell (ur. 31 października 1957 w Seattle) – amerykański aktor sceniczny, filmowy i telewizyjny, wokalista. Dzięki rolom scenicznym uzyskał szereg prestiżowych wyróżnień.

## Życiorys
Urodził się w Seattle w stanie Waszyngton, jako najmłodsze z czworga dzieci Lillian i George’a Mitchellów. Jego matka była policjantką i administratorką szkolną. Jego ojciec był lotnikiem Tuskegee podczas II wojny światowej i inżynierem w marynarce wojennej, a rodzina spędzała czas na Filipinach i Guam, zanim osiadła w San Diego w Kalifornii. W wieku sześciu lat rozpoczął naukę gry na fortepianie. Uczęszczał do liceum z Annette Bening. Jako nastolatek zaczął interesować się aktorstwem grywając w szkolnych musicalach.
W 1974 zadebiutował na scenie San Diego Junior Theater w widowisku Godspell w Old Globe Theatre i Civic Light Opera. W 1988 jego kreację Franklina w sztuce Mail na Broadwayu uhonorowano nagrodą Theatre World. W 1990 poznał swoją żonę, Allyson Tucker, gdy obydwoje zostali obsadzeni w produkcji broadwayowskiej Oh, Kay!. W 2000 nagrodzono go statuetkami Tony i Drama Desk za rolę Freda Grahama / Petruchio w broadwayowskim revivalu Kiss Me, Kate. W 2001 za postać króla w sztuce Król Hedley II Augusta Wilsona był nominowany do nagrody Tony. W 2003 za rolę Don Kichota w musicalu Człowiek z La Manchy, opartym na książce Dale'a Wassermana, z Mary Elizabeth Mastrantonio (Aldonza/Dulcinea) nominowano go do nagród Tony i Drama Desk.
W 2006 ukazał się jego debiutancki album Brian Stokes Mitchell.
Od 8 sierpnia do 10 sierpnia 2008 grał Javerta w ramach koncertu Les Misérables z Leą Michele w Hollywood Bowl. W 2016 odebrał Isabelle Stevenson Award.
W latach 2012–2015 występował jako LeRoy Berry w serialu Glee, emitowanym przez stację FOX.
3 września 1994 ożenił się z aktorką Allyson Tucker. Mają syna, Ellingtona.

## Filmografia
- 1990-91: New Kids on the Block (serial animowany) jako Danny Wood
- 1992–93: Bajer z Bel-Air jako Trevor
- 2002: Frasier jako Cam Winston
- 2002: Jordan w akcji jako D.A. Jay Myers
- 2010: Brzydula Betty jako Don Jones
- 2012−15: Glee jako LeRoy Berry
- 2014: Madam Secretary jako Vincent Marsh
- 2015–16: Mr. Robot jako Scott Knowles
- 2017: Czarna lista jako David Levine
- 2017: Bull jako Perry Sinclair
- 2018: Billions jako Alvin Epstein
- 2018: Sprawa idealna jako Rod Habercore
- 2018: Elementary jako Dominic Voth